# Olshammar
Olshammar är en tätort i Askersunds kommun, belägen i västra delen av Hammars socken Närke. Riksväg 49 passerar orten. 
Olshammar är en bruksort och många av ortens invånare arbetar på  massabruket.
I Olshammar ligger Birgittakyrkan och Olshammarsgården där författaren och nobelpristagaren Verner von Heidenstam föddes, och han tillbringade en del av sin uppväxt där. I kyrkan kan man bland annat se ristningar som han gjorde i golvet som barn.

## Befolkningsutveckling
| Befolkningsutvecklingen i Olshammar 1950–2020 | Befolkningsutvecklingen i Olshammar 1950–2020 | Befolkningsutvecklingen i Olshammar 1950–2020 | Befolkningsutvecklingen i Olshammar 1950–2020 | Befolkningsutvecklingen i Olshammar 1950–2020 |
| --------------------------------------------- | --------------------------------------------- | --------------------------------------------- | --------------------------------------------- | --------------------------------------------- |
|                                               |                                               |                                               |                                               |                                               |
| År                                            |                                               |                                               | Folkmängd                                     | Areal (ha)                                    |
| 1950                                          | 1950                                          |                                               | 350                                           |                                               |
| 1960                                          | 1960                                          |                                               | 599                                           |                                               |
| 1965                                          | 1965                                          |                                               | 594                                           |                                               |
| 1970                                          | 1970                                          |                                               | 584                                           |                                               |
| 1975                                          | 1975                                          |                                               | 559                                           |                                               |
| 1980                                          | 1980                                          |                                               | 509                                           |                                               |
| 1990                                          | 1990                                          |                                               | 428                                           | 81                                            |
| 1995                                          | 1995                                          |                                               | 389                                           | 81                                            |
| 2000                                          | 2000                                          |                                               | 355                                           | 85                                            |
| 2005                                          | 2005                                          |                                               | 314                                           | 85                                            |
| 2010                                          | 2010                                          |                                               | 271                                           | 85                                            |
| 2015                                          | 2015                                          |                                               | 237                                           | 80                                            |
| 2020                                          | 2020                                          |                                               | 238                                           | 96                                            |
|                                               |                                               |                                               |                                               |                                               |